# Narrikup
Narrikup is een plaats in de regio Great Southern in West-Australië.

## Geschiedenis
Thomas Braidwood Wilson, geholpen door twee gevangenen en Mokare, verkende de streek in 1829. Hij kampeerde toen aan de rivier de Hay.
In de jaren 1860 werden in de streek drie eigendommen ontwikkeld.
Het aantal mensen dat zich in de streek vestigde begon pas echt te stijgen toen in 1889 de Great Southern Railway tussen Perth en Albany opende. Aan een nevenspoor ('siding') genaamd 'Hay River' werd in 1891 een dorpslocatie voorzien. Een regionale landmeter verklaarde in 1905 dat verscheidene families er zich wensten de vestigen en 20 kavels werden opgemeten.
Twee jaar later, in 1907, werd het dorp Narrikup er officieel gesticht. Het werd vernoemd naar een nabijgelegen beek. De naam is Aborigines van oorsprong en betekende vermoedelijk "plaats van overvloed".

## 21e eeuw
Narrikup maakt deel uit van het lokale bestuursgebied (LGA) Shire of Plantagenet waarvan Mount Barker de hoofdplaats is. Het plaatsje heeft een gemeenschapszaal en enkele sportfaciliteiten.
In 2021 telde Narrikup 514 inwoners, tegen 515 in 2006.

## Transport
Narrikup ligt aan de Albany Highway, 391 kilometer ten zuidzuidoosten van de West-Australische hoofdstad Perth, 38 kilometer ten noordnoordwesten van Albany en 19 kilometer ten zuiden van Mount Barker. De GS1 en GS2-busdiensten van Transwa tussen Perth en Albany doen Mount Barker aan.
Over de Great Southern Railway rijden enkel nog goederentreinen. De spoorweg wordt door Arc Infrastructure beheerd.

## Klimaat
Narrikup kent een gematigd mediterraan klimaat, Csb volgens de klimaatclassificatie van Köppen. De gemiddelde jaarlijkse temperatuur bedraagt 15,4 °C en de gemiddelde jaarlijkse neerslag 781 mm.